# Франчоне (Кјети)
Франчоне (итал. Francione) је насеље у Италији у округу Кјети, региону Абруцо.
Према процени из 2011. у насељу је живело 20 становника. Насеље се налази на надморској висини од 351 м.